# Enzo Perin
Pour les articles homonymes, voir Perin.
Enzo Perin, né le 10 août 1933 à Brennero, est un skieur italien pratiquant le combiné nordique et le saut à ski. 

## Biographie
Sportif militaire, il est membre du club GS Fiamme Gialle.
Il a participé aux épreuves de combiné des Jeux olympiques de 1956, 1960 et 1964, lors desquelles il s'est respectivement classé en 20e, 14e et 18e place. Aux Jeux olympiques de Cortina d'Ampezzo en 1956 et de Squaw Valley en 1960, il a également participé aux épreuves de saut spécial, se classant respectivement 48e (sur 50 participants) et 37e sur 45 participants. Il a participé aux Championnats du monde de Lahti en 1958 et à ceux de Zakopane en 1962, lors desquels il a terminé 11e du combiné.
Enzo Perin a été sept fois champion d'Italie de combiné, en 1957, 1958, 1959, 1960, 1962, 1963 et 1964. Il a également été champion d'Italie de saut spécial en 1957.